# Windir
Windir (nor. wojownik) – zespół black/folk metalowy z Sogndal, Norwegia. Grupa ta postanowiła w swojej twórczości dokonać mieszanki blackmetalowych brzmień z muzyką folkową oraz mitologią.
Zespół powstał w roku 1994, lecz nie nagrał on żadnego materiału, aż do roku 1997. Windir był projektem wokalisty i multiinstrumentalisty Valfara. Po śmierci wokalisty w roku 2004, pozostali członkowie zespołu założyli Vreid, aby kontynuować ambicje zmarłego kolegi. 
Windir w przeciągu dziesięciu lat zdołali nagrać zaledwie cztery albumy. Z każdym kolejnym był bardziej kompletny i zadowalający zarówno dla fanów, jak i muzyków.

## Członkowie

### Ostatni skład
- Valfar - śpiew oraz dodatkowe instrumenty
- Hvåll (Jarle Kvåle) - gitara basowa
- Steingrim - perkusja
- Sture Dingsøyr - gitara rytmiczna
- Strom (Stian Bakketeig) - gitara prowadząca
- Righ (Gaute Refsnes) - instrumenty klawiszowe

### Dawni członkowie
- Sorg - gitara
- Cosmocrator - czysty śpiew na albumie 1184
- Vegard - śpiew (kilka piosenek na SognaMetal DVD) (Vegard jest bratem Valfara)

## Dyskografia

### Dema
Na demach można usłyszeć - Valfar - śpiew, Sorg - gitara, Steingrim - perkusja.
- Sogneriket (1995)
- Det Gamle Riket (1996)

### Albumy studyjne
- Sóknardalr (1997)
- Arntor (1999)
- 1184 (2001)
- Likferd (2003)
- Valfar, ein Windir (2004, album kompilacyjny, hołd dla zmarłego Valfara)

### Nagrania wideo
- SognaMetal (DVD, 2005)